# Championnat d'Arabie saoudite de football 1974-1975
Navigation
Édition précédente Saison suivante
La saison 1974-1975 du Championnat d'Arabie saoudite de football comprenait tous les clubs les plus performants de leurs ligues régionales respectives des régions de l'Est, de l'Ouest et du Centre. La ligue était intitulée The Categorization League (en arabe : الدوري التصنيفي), car elle catégorisait quels clubs jouent dans la Premier League et quels clubs jouent dans la Première Division saoudienne, mettant fin aux ligues régionales saoudiennes.
Seize équipes ont participé à domicile et à l'extérieur. Les quatre premiers de chaque groupe se sont qualifiés pour la prochaine Premier League officielle, tandis que les quatre derniers de chaque groupe ont été retirés de la ligue jusqu'à l'inclusion de la Première Division saoudienne. Les meilleurs clubs de chaque groupe se sont rencontrés lors d'un dernier match pour décider qui est le champion.
Le championnat a été remporté par Al Nasr.

## Compétition

### Groupe A
Seul le total de points des équipes est connu. Le barème utilisé pour établir le classement est le suivant :
- Victoire : 2 points
- Match nul : 1 point
- Défaite : 0 point

| Rang | Équipe            | Pts | J  | G | N | P | Bp | Bc | Diff |
| ---- | ----------------- | --- | -- | - | - | - | -- | -- | ---- |
| 1    | Al-Hilal FC       | 25  | 14 |   |   |   |    |    |      |
| 2    | Al Ahli           | 21  | 14 |   |   |   |    |    |      |
| 3    | Al Wehda          | 21  | 14 |   |   |   |    |    |      |
| 4    | Al Riyad SC       | 16  | 14 |   |   |   |    |    |      |
| 5    | Al-Ettifaq        | 15  | 14 |   |   |   |    |    |      |
| 6    | Al Ansar Médine   | 7   | 14 |   |   |   |    |    |      |
| 7    | Al Khaleej Saihat | 4   | 14 |   |   |   |    |    |      |
| 8    | Jeddah Club       | 3   | 14 |   |   |   |    |    |      |

|  | Qualifié pour la finale du championnat  |
|  | Relégation directe en deuxième division |

### Groupe B
| Rang | Équipe                | Pts | J  | G | N | P | Bp | Bc | Diff |
| ---- | --------------------- | --- | -- | - | - | - | -- | -- | ---- |
| 1    | Al Nasr Riyad         | 21  | 14 |   |   |   |    |    |      |
| 2    | Al Ittihad            | 19  | 14 |   |   |   |    |    |      |
| 3    | Al-Shabab Riyad       | 19  | 14 |   |   |   |    |    |      |
| 4    | Al Qadisiya Al Khubar | 17  | 14 |   |   |   |    |    |      |
| 5    | Al Nahda              | 16  | 14 |   |   |   |    |    |      |
| 6    | Ohod Club             | 13  | 14 |   |   |   |    |    |      |
| 7    | Okaz                  | 7   | 14 |   |   |   |    |    |      |
| 8    | Heraa                 | 0   | 14 |   |   |   |    |    |      |

|  | Qualifié pour la finale du championnat  |
|  | Relégation directe en deuxième division |

### Finale
| Finale | Al Nasr Riyad | 3 - 1 | Al-Hilal FC |  |  |
|        |               |       |             |  |  |